# Anni 530 a.C.
Gli anni 530 a.C. sono il decennio che comprende gli anni dal 539 a.C. al 530 a.C. inclusi.

## Eventi, invenzioni e scoperte
- Fondazione della città di Dicearchia da parte dei profughi di Samo scappati dalla tirannide di Policrate

## Nati
- Damo, filosofa greca antica († 475 a.C.)
- Eraclito, filosofo greco antico († 475 a.C.)

## Morti
- Analmaye, re535 a.C.
- Servio Tullio, sovrano romano530 a.C.
- Ciro II di Persia, sovrano (n. 590 a.C.)